# Уилсон, Лэйни
Лэйни Уилсон (Lainey Wilson, род. 19 мая 1992) — американская кантри-исполнительница. Признана лучшим новым кантри-музыкантом на церемониях Academy of Country Music Awards в 2021 году и Country Music Association Awards в 2022 году. Её сингл «Things a Man Oughta Know» в 2021 году занял первое место в кантри-чарте Country Airplay и получил золотую сертификацию в США и платиновую в Канаде, а также вошёл в Список лучших синглов США 2021 года по версии Billboard.

## Биография
Уилсон выросла в Баскине, штат Луизиана, городке с населением всего 300 человек. Её отец был фермером, а мать — школьной учительницей. Она заинтересовалась музыкой в раннем возрасте. Её семья часто слушала классическую кантри-музыку Бака Оуэнса и Глена Кэмпбелла. «Музыка кантри для меня и моей семьи была больше, чем просто музыка. Мы жили словами этих песен», — сказала она в интервью The Advocate. В возрасте девяти лет она посетила выступление Grand Ole Opry и была увлечена музыкой. «Я просто помню, как смотрела туда и думала: „Чувак, я хочу это делать“», — вспоминает она. Отец Уилсон научил её нескольким аккордам, и вскоре она уже писала песни. В 2006 году она выпустила мини-альбом (EP) на Myspace под названием Country Girls Rule. В высшей школе Уилсон устроилась на работу, изображая Ханну Монтану. Часто делая собственные шоу, она выступала в образе Ханны Монтаны на днях рождения, ярмарках и фестивалях по всей Луизиане, Миссисипи и Арканзасу, а однажды даже выступала перед больными раком детьми в детской исследовательской больнице Святого Иуды St. Jude Children’s Research Hospital.
25 февраля 2023 года Уилсон стала первой женщиной, у которой одновременно два хита находились в чарте Country Airplay.
Песня «Heart Like a Truck» ворвалась в пятерку лучших, поднявшись на с 6-го на 5-е место. Это её третий хит в пятерке, после «Things a Man Oughta Know», который лидировал в течение недели в сентябре 2021 года, и совместной композиции с Коулом Свинделлом «Never Say Never», которая лидировала в течение двух недель с апреля 2022 года. Одновременно песня Харди «Wait in the Truck» с участием Уилсон находится на 10 месте в рейтинге Country Airplay. Уилсон получает такую «пару» своих хитов третью неделю подряд; в то время как 11 мужчин-исполнителей одновременно имели по два хита в Топ-10 (совсем недавно это были Морган Уоллен, Митчелл Тенпенни и Люк Комбс), Уилсон — первая женщина, которой удалось добиться этого.
В октябре 2023 года песня «Watermelon Moonshine» стала третьим «номером один» Лэйни Уилсон в чарте Country Airplay.

## Музыкальный стиль и влияния
Музыкальный стиль Уилсон уходит корнями в кантри, но также включает в себя элементы поп-музыки, сатерн-рока, современного кантри и классического кантри. Описывая её стиль, Марк Деминг из AllMusic отметил: «Голос Уилсон чистый и сильный, с неапологетичным южным акцентом, а её песни — жёсткое, но искреннее современное кантри, корни которого уходят в винтажный сатерн-рок и классический рок, а также в современный поп». Описывая свой музыкальный стиль, Уилсон охарактеризовала его как «колокольное кантри», которое журнал Taste of Country назвал «скрещением легкого слушания и жесткой правды». Уилсон испытала сильное влияние Долли Партон, отдав ей дань уважения в самостоятельно написанном треке «WWDD» (What Would Dolly Do). Она также считает, что Ли Энн Вомак оказала влияние на её карьеру и музыку.

## Награды и номинации
| Год  | Номинируемая работа              | Категория                                                                         | Результат | Ссылка        |
| ---- | -------------------------------- | --------------------------------------------------------------------------------- | --------- | ------------- |
| 2021 | CMT Music Awards                 | Breakthrough Video of the Year — «Things a Man Oughta Know»                       | Номинация | [ 10 ]        |
| 2021 | Academy of Country Music Awards  | New Female Artist of the Year                                                     | Победа    | [ 11 ]        |
| 2021 | Academy of Country Music Awards  | Song of the Year — «Things a Man Oughta Know»                                     | Победа    | [ 11 ]        |
| 2022 | CMT Music Awards                 | CMT Digital — First Performance of the Year — «Things a Man Oughta Know»          | Номинация | [ 12 ]        |
| 2022 | CMT Music Awards                 | Video of the Year — «Never Say Never» (with Cole Swindell)                        | Номинация | [ 12 ]        |
| 2022 | Country Music Association Awards | Female Vocalist of the Year                                                       | Победа    | [ 13 ] [ 14 ] |
| 2022 | Country Music Association Awards | New Artist of the Year                                                            | Победа    | [ 13 ] [ 14 ] |
| 2022 | Country Music Association Awards | Album of the Year — Sayin' What I'm Thinkin'                                      | Номинация | [ 13 ] [ 14 ] |
| 2022 | Country Music Association Awards | Song of the Year — «Things a Man Oughta Know»                                     | Номинация | [ 13 ] [ 14 ] |
| 2022 | Country Music Association Awards | Musical Event of the Year — «Never Say Never» (with Cole Swindell)                | Номинация | [ 13 ] [ 14 ] |
| 2022 | Country Music Association Awards | Video of the Year — «Never Say Never» (with Cole Swindell)                        | Номинация | [ 13 ] [ 14 ] |
| 2023 | CMT Music Awards                 | Video of the Year — «Heart Like A Truck»                                          | Победа    | [ 15 ]        |
| 2023 | CMT Music Awards                 | Collaborative video of the year — «wait in the truck» (HARDY feat. Lainey Wilson) | Победа    | [ 15 ]        |

## Дискография

### Альбомы
- Lainey Wilson (2014)
- Tougher (2016)
- Sayin' What I'm Thinkin' (2021)
- Bell Bottom Country (2022)